# Albert Atterberg
Albert Mauritz Atterberg (19 de março de 1846 - 4 de abril de 1916) foi o criador dos limites de consistência do solo, também conhecidos como Limites de Atterberg e que são referência até os dias de hoje para a engenharia geotécnica e a geologia. Na Suécia é conhecido por criar a escala granulométrica Atterberg, que ainda permanece em uso.
Atterberg recebeu seu doutorado em química pela Universidade de Uppsala, em 1872, onde lecionou química analítica até 1877, enquanto percorria a Suécia estudando as últimas descobertas da química orgânica. Após isto, Atterberg foi nomeado diretor do Instituto de Controle de Sementes e da Estação de Química em Kalmar, onde publicou vários artigos sobre pesquisa de fomento agrícola, na classificação das variedades de aveia e milho, de 1891 até 1900.
Mas foi com cinquenta e quatro anos que Atterberg, dando continuidade nos estudos de qúimica, começou a dar foco na classificação dos solos e sua plasticidade, área onde se destacou. Aparentemente ele foi o primeiro a sugerir o limite < 0,002mm como classificação de partículas de argila. Atterberg observou que a plasticidade é uma característica particular das argilas e, a partir disto, desenvolveu os limites de consistência dos solos que levam seu nome. Ele também conduziu estudos visando identificar minerais específicos que dão ao solo argiloso sua plasticidade natural.
O trabalho de Atterberg na classificação dos solos ganhou reconhecimento formal da Sociedade Internacional de Ciências dos Solos em Berlim, na conferência de 1913. Dois anos depois, o Bureau de Normas dos EUA declarou que o método de Atterberg era "tão simples como deveria ser concebido, e... por isso deveríamos nos familiarizar com ele." O Bureau de Química e Solos dos EUA adotou o método de Atterberg em 1937.
A importância dos trabalhos de Atterberg nunca foram completamente concluídos em seu campo da ciência agrícola, ou em outras áreas do conhecimento relacionadas à argilas, assim como cerâmicas. Sua introdução no campo da engenharia geotécnica foi feita por Karl von Terzaghi, que percebeu sua importância num momento relativamente precoce após a descoberta. O auxiliar de Terzaghi, Arthur Casagrande, padronizou e documentou os testes em 1932 e, desde então, estes procedimentos foram seguidos.